# Communauté de communes du canton de Prayssas
La communauté de communes du canton de Prayssas est une ancienne communauté de communes française, située dans le département de Lot-et-Garonne et la région Nouvelle-Aquitaine.

## Géographie

### Composition
| Nom              | Code Insee | Gentilé           | Superficie (km2) | Population (dernière pop. légale) | Densité (hab./km2) |
| ---------------- | ---------- | ----------------- | ---------------- | --------------------------------- | ------------------ |
| Prayssas (siège) | 47213      |                   | 26,48            | 987 (2014)                        | 37                 |
| Cours            | 47073      |                   | 11,43            | 202 (2014)                        | 18                 |
| Granges-sur-Lot  | 47111      | Grangeais         | 4,19             | 591 (2014)                        | 141                |
| Lacépède         | 47125      | Lacépédois        | 11,33            | 318 (2014)                        | 28                 |
| Laugnac          | 47140      | Laugnacais        | 17,35            | 640 (2014)                        | 37                 |
| Lusignan-Petit   | 47154      | Lusignanais       | 7,35             | 352 (2014)                        | 48                 |
| Madaillan        | 47155      | Madaillanais      | 24,39            | 652 (2014)                        | 27                 |
| Montpezat        | 47190      | Montpezacais      | 24,19            | 577 (2014)                        | 24                 |
| Saint-Sardos     | 47276      | Saint-Sardossiens | 14,46            | 298 (2014)                        | 21                 |
| Sembas           | 47297      |                   | 12,51            | 140 (2014)                        | 11                 |

### EPCI limitrophes
| Val de Garonne Agglomération        | Communauté de communes Lot et Tolzac         |                                                  |
| Communauté de communes du Confluent | Communauté de communes du canton de Prayssas | Communauté d'agglomération du Grand Villeneuvois |
|                                     | Agglomération d'Agen                         |                                                  |

## Compétences

### Compétences obligatoires
- Aménagement de l'espace
- Développement économique

### Compétences optionnelles
- Protection et mise en valeur de l'environnement
- Création, aménagement et entretien de la voirie
- Action sociale
- Politique du logement et du cadre de vie

### Compétences facultatives
- Mise en place d'un réseau d'accès haut débit
- Politique du logement et du cadre de vie

## Administration
| Période                                  | Période          | Identité    | Étiquette | Qualité           |
| ---------------------------------------- | ---------------- | ----------- | --------- | ----------------- |
|                                          | 31 décembre 2016 | Alain Merly | UDI       | maire de Prayssas |
| Les données manquantes sont à compléter. |                  |             |           |                   |

## Historique
Elle est créée le 24 décembre 1997. En 2000, la commune de Sembas rejoint la communauté de communes.
Elle fusionne avec la communauté de communes du Confluent au 1er janvier 2017 pour former la communauté de communes du Confluent et des Coteaux de Prayssas.